# Albertus Geldermans
Albertus Geldermans   (Beverwijk, 17 de març de 1935 - Heemskerk, 20 d'abril de 2025) va ser un ciclista neerlandès que fou professional entre 1959 i 1966.
Durant la seva carrera destaquen les victòries a la Lieja-Bastogne-Lieja de 1960, la Volta a Alemanya de 1960, una etapa de la Volta a Espanya de 1962 i el Campionat dels Països Baixos en ruta del mateix any. També portà el mallot groc del Tour de França durant dues etapes en l'edició de 1962. Una vegada retirat va exercir de director esportiu de l'equip nacional neerlandès.

## Palmarès
- 1957
  - 1r a la Volta a IJsselmeer
  - 1r a la Volta a Zuid-Holland
- 1960
  - 1r de la Lieja-Bastogne-Lieja
  - 1r de la Volta a Alemanya i vencedor d'una etapa
- 1961
  - 1r dels 4 dies de Dunkerque
  - 1r de la Menton-Gènova-Roma i vencedor de 2 etapes
  - Vencedor d'una etapa de la Volta als Països Baixos
- 1962
  -  Campió dels Països Baixos en ruta
  - Vencedor d'una etapa a la Volta a Espanya
  - Vencedor d'una etapa al Tour de l'Aude
- 1963
  - 1r a Manche-Océan
  - Vencedor d'una etapa al Midi Libre
- 1965
  - Vencedor d'una etapa a la Volta a Andalusia
- 1966
  - Vencedor d'una etapa a la París-Niça

### Resultats al Tour de França
- 1960. 12è de la classificació general
- 1961. Abandona (6a etapa)
- 1962. 5è de la classificació general.  Porta el mallot groc durant 2 etapes
- 1963. 24è de la classificació general
- 1964. 38è de la classificació general
- 1965. Abandona (10a etapa)
- 1966. 69è de la classificació general

### Resultats a la Volta a Espanya
- 1958. 40è de la classificació general
- 1962. 10è de la classificació general i vencedor d'una etapa

### Resultats al Giro d'Itàlia
- 1964. 37è de la classificació general